# Ellebooggroet

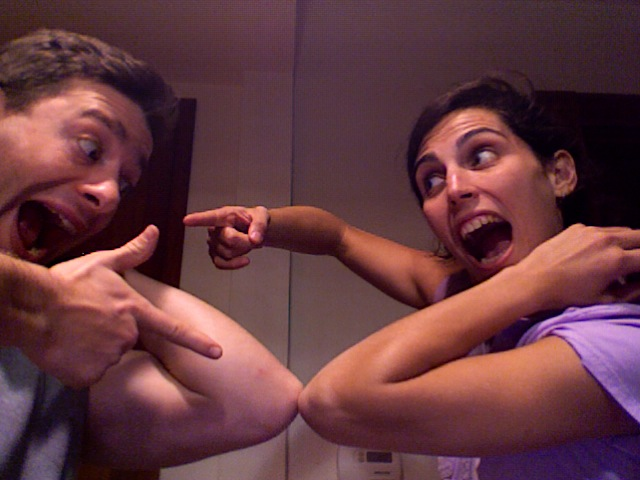
Ellebooggroet

De ellebooggroet is een alternatieve begroeting. Deze groet is door de Wereldgezondheidsorganisatie geïntroduceerd om besmetting van het ebolavirus te voorkomen. De reden hiervoor is dat de handen een grote hoeveelheid bacteriën en virussen bevatten en dat we door middel van het geven van een hand een besmetting kunnen overdragen. De kans op overdracht via de ellebogen is veel kleiner. De Vlaamse taaltelefoon erkent het woord als een nieuwe samenstelling.
De Wereldgezondheidsorganisatie stelde in 2006 voor om tijdens vogelgriep deze begroetingsvorm in te voeren. Ook tijdens de wereldwijde uitbraak van COVID-19 wordt door sommige instanties aangeraden om de ellebooggroet toe te passen. Dit advies is echter in strijd met het advies om in de elleboog te niezen of hoesten. Daarom wordt aangeraden om ook de ellebogen goed zuiver te houden.

## Trivia
Op 23 maart 2020 lanceerde het Belgische designerduo MarcMarc (auteur Marc Pairon en grafica Marcia Pannier) een emoji voor de ellebooggroet. Dit schriftteken staat symbool voor verbondenheid en dankbaarheid en kreeg de benaming DIKKE ELLEBOOG, een allusie op DIKKE KUS.

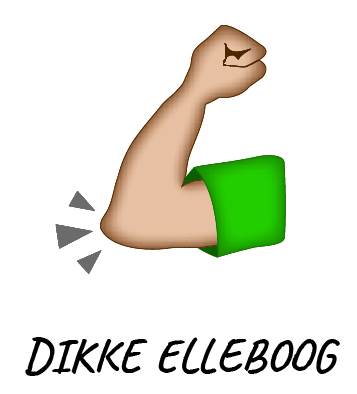
Emoji ellebooggroet